# Котяков Антон Олегович
Котяков Антон Олегович (рос. Котяко́в Анто́н Оле́гович; нар. 15 серпня 1980, Куйбишев, РРФСР, СРСР) — російський державний і політичний діяч, економіст. Міністр праці та соціального захисту Російської Федерації з 21 січня 2020 року. Дійсний державний радник Російської Федерації 3-го класу. Заступник міністра фінансів Російської Федерації (2017—2020).